# Highland Beach (Maryland)
Highland Beach es un pueblo ubicado en el condado de Anne Arundel en el estado estadounidense de Maryland. En el año 2010 tenía una población de 96 habitantes y una densidad poblacional de 480 personas por km².

## Geografía
Highland Beach se encuentra ubicado en las coordenadas 
38°55′55″N 76°27′59″O / 38.93194, -76.46639.

## Demografía
Según la Oficina del Censo en 2000 los ingresos medios por hogar en la localidad eran de $76.875 y los ingresos medios por familia eran $116.667. Los hombres tenían unos ingresos medios de $53.750 frente a los $43.125 para las mujeres. La renta per cápita para la localidad era de $39.104. Alrededor del 0.0% de la población estaba por debajo del umbral de pobreza.